# Annatiara affinis
Annatiara affinis is een hydroïdpoliep uit de familie Pandeidae. De poliep komt uit het geslacht Annatiara. Annatiara affinis werd in 1914 voor het eerst wetenschappelijk beschreven door Hartlaub. 